# Дарманский, Павел Фёдорович
 Павел Федорович Дарманский  (1928, Петровка, Одесская область, УССР, СССР — 2002, Киев) — советский и украинский религиовед, кандидат богословия (1956 г.), отказавшийся от сана священника. Известен своей деятельностью в области научного атеизма, вёл активную борьбу с религией в виде выступлений в печати, издал ряд книг.

## Биография

### Детство
Родился в 1928 году в семье крестьянина села Петровка Любашевского района Одесской области УССР. Родители Федор Артемович и Юстина Сидоровна были глубоко верующими людьми. Учился в начальной сельской школе. В октябре 1937 года его отец был необоснованно репрессирован за уклонение от вступления в колхоз.
Пережил немецкую оккупацию в ходе войны, после освобождения работал в колхозе.
После неудачной попытки поступления в Одесское мореходное училище сблизился с евангелистами и вскоре возглавил местную общину христиан евангельской веры. Священство РПЦ прислало к нему на диспут выпускника Одесской семинарии Евграфа Дулумана, который порекомендовал религиозному юноше получить церковное образование.

### Церковная жизнь
Павел вернулся в православие и осенью 1947 года поступил в Одесскую духовную семинарию. Учился с большим успехом, окончив семинарию в 1951 году с отличием и вместе с Василием Стойковым был направлен в Ленинградскую духовную академию. В ходе обучения у него возникли первые сомнения относительно правильности выбора при наблюдении неприглядных сторон жизни священства. Они усилились при известии о том, что задушевный друг Евграф Дулуман в 1952 году объявил о разрыве с церковью. Тем не менее Дарманский закончил МДА в 1955 году со степенью кандидата богословия, защитив диссертацию на тему «Письма св. Василия Великого как источник сведений о его жизни и деятельности», написанную под руководством Льва Парийского.
6 марта 1955 был рукоположен в сан дьякона, 26 мая 1955 рукоположен в сан священника. Служил в Никольском кафедральном соборе, затем в церкви Смоленской иконы богоматери на Васильевском острове. Понаблюдав за работой коллег (пьянство, хапужество) сильно разочаровался в православии. Изучая священное писание, нашёл там множество противоречий, начал изучать научную и атеистическую литературу.
В июле 1957 был участником VI Всемирного фестиваля молодёжи и студентов, проходившего в Москве, как представитель РПЦ. Здесь встретился с Е. Дулуманом и под воздействием душевных разговоров пришёл к окончательному решению о разрыве с церковью. Контакты с атеистом стали известны в епархиальном управлении и осенью Дарманского отправили служить в захудалое село Зажупанье Осьминского района.
После возвращения в Ленинград Дарманский окончательно принял решение уйти из РПЦ, хотя встретил ожесточённое сопротивление со стороны родственников. Был переведён на службу в церковь праведного Иова на Волковском кладбище.

### Атеистическая жизнь
11 февраля 1958 года написал заявление уполномоченному Совета по делам РПЦ В. Ф. Федосееву об «окончательном разрыве» с религией. Вскоре в «Комсомольской правде» было опубликовано его антирелигиозное письмо «Жизнь оказалась сильней». Затем последовали другие многочисленные выступления
(«Атеизм побеждает» // Сталинградская правда 2.09.1958; «Почему я порвал с религией» // Сталинградская правда. 12.04.1958 и др.).
30 декабря 1959 года вместе с Александром Осиповым, Николаем Спасским и другими был официально извергнут из сана Священным синодом Русской православной церкви.
Переехав в Киев к Дулуману, стал вскоре научным сотрудником историко-культурного заповедника Киево-Печерская Лавра. В 1961 издал автобиографическую книгу «Побег из тьмы».
В 1959 стал членом общества «Знание», в 1974 вступил в Союз журналистов СССР. Написал ряд научно-популярных книг и сатирических пьес. В 1989 успел выпустить в украинском Политиздате расширенную автобиографическую книгу «За іконостасами вівтарів». Работал старшим редактором в республиканском издательстве. Дружбу с земляком Е. Дулуманом сохранил до конца жизни.
Умер в 2002 году в Киеве.

## Сочинения
- Побег из тьмы: рассказ бывшего священника. — М. : Советская Россия, 1961. — 112 с.
- Якби заговорили олтарі: розповідь колишнього священика. — К. : Вид-во ЦК ЛКСМУ «Молодь», 1962. — 120 с.
- Біблія очима віруючого і невіруючого. — К.: Т-во «Знання» УРСР, 1970. — 48 с. (Серія 4, № 2).
- «Він зрушив Землю». — К.: Т-во «Знання» УРСР, 1972. — 48 с. (Серія 9, № 12).
- Обряд у житті людини. — К. : Політвидав України, 1974. — 200 с.
- Нові шати — стара суть. — К.: Т-во «Знання» УРСР, 1975. — 46 с. (Серія 4, № 7).
- Киево-Печерский государственный историко-культурный заповедник. — К.: Мистецтво, 1983. — 192 с.
  - Киево-Печерский государственный историко-культурный заповедник: Фотопутеводитель. — Киев : Мистецтво, 1987. — 224 с.
- Нове життя — нові обряди. — К.: Політвидав України, 1984. — 88 с.
- Земні джерела «Святого письма». — К.: Молодь, 1985. — 184 с.
- Священна оковита. — Київ: Політвидав України, 1988. — 100 с.
- Чого навчають «заповіді божі». — К.: Т-во «Знання» УРСР, 1988. — 48 с. (Серія 5, № 1).
- За іконостасами вівтарів. — К.: Політвидав України, 1989. 264 с.
- «Христос и грешник» (сатирическая комедия, 1973)
- «Затылком вперёд или Поп Никита и попадья Улита» (юмористическая комедия)
- «После отречения» (одноактная пьеса)
- «Люди с чёрными нимбами» (повесть)